# Young Kim
Young Oak Kim, nata Choe (Incheon, 18 ottobre 1962), è una politica statunitense di origini sudcoreane, membro della Camera dei Rappresentanti per lo stato della California dal 2021.

## Biografia
Nata ad Incheon e cresciuta a Seul, nel 1975 lasciò la Corea del Sud con la famiglia trasferendosi prima a Guam e poi nelle Hawaii. Studiò poi amministrazione aziendale presso la University of Southern California. Trovò lavoro come analista finanziaria e in seguito fu impiegata per ventun anni come collaboratrice del deputato Ed Royce.
Entrata in politica con il Partito Repubblicano, nel 2014 si candidò all'Assemblea generale della California e riuscì a sconfiggere la democratica in carica Sharon Quirk-Silva. Due anni dopo le due donne si affrontarono nuovamente per il seggio e in questa occasione prevalse la Quirk-Silva.
Nel 2017 annunciò la propria candidatura per il Consiglio dei Supervisori della contea di Orange, ma lasciò la competizione nel gennaio successivo per candidarsi invece alla Camera dei Rappresentanti, dove Ed Royce aveva manifestato la sua volontà di abbandonare il proprio seggio. Kim affrontò il candidato democratico Gil Cisneros e la campagna elettorale fu molto combattuta, ma alla fine Cisneros prevalse di misura.
Due anni dopo Kim si candidò nuovamente per il seggio e questa volta fu lei a prevalere di misura su Cisneros, con poco più di un punto percentuale di scarto. Young Kim divenne così la prima deputata coreano-americana eletta al Congresso, insieme a Michelle Steel e Marilyn Strickland.

## Vita privata
Kim è sposata con Charles Kim, amministratore e filantropo. Kim e suo marito vivono a Fullerton, in California. Hanno quattro figli. Kim è cristiana.